# Miękki enter
Miękki enter – potoczne określenie przejścia do nowej linii w edytorach, w których wciśnięcie klawisza Enter powoduje rozpoczęcie nowego akapitu. Wstawia się go, wciskając zazwyczaj kombinację klawiszy Shift+Enter.

## Użycie
We współczesnych edytorach tekstu (jak np. Microsoft Word czy LibreOffice Writer) wciśnięcie klawisza ↵ Enter generuje znak interpretowany jako nowy akapit. Ponieważ często istnieje konieczność wprowadzenia przejścia do nowej linii w konkretnym miejscu tekstu, w ramach aktualnie edytowanego akapitu, wprowadzono tak zwany miękki enter, który przez te aplikacje jest interpretowany właśnie w taki sposób: jako przejście do nowej linii, ale w ramach aktualnego akapitu. Gdy pisze się typowy tekst – ciąg znaków, w konkretnym akapicie – nie ma zwykle konieczności wprowadzania znaków nowej linii. W takim przypadku kolejne wprowadzane znaki są umieszczane w bieżącej linii, aż do chwili, gdy wprowadzany wyraz nie mieści się już pomiędzy marginesami strony, określonymi w jej ustawieniach. Wyraz taki jest automatycznie przenoszony do nowej linii (lub jego część, w przypadku użycia opcji przenoszenia).
Należy jednak zauważyć, że układ (położenie wyrazów) w obrębie linii i akapitu tak napisanego tekstu może się zmienić w przy zmianie formatowania tekstu, na przykład zmianie szerokości marginesów na stronie (czyli miejsca na znaki tekstu), zmianie rozmiaru czcionki, zmianie odstępów między znakami lub wyrazami (inna liczba znaków zmieści się pomiędzy marginesami). W rzeczywistości bowiem wyświetlane linie są jedynie sposobem automatycznego rozmieszczenia tekstu w obrębie akapitu, a nie odrębną jednostką tekstową. Dopiero miękki enter wprowadza taką jednostkę. W tym przypadku miękki enter znajduje zastosowanie do wymuszenia przejścia do nowej linii w danym miejscu w ramach akapitu, bez względu na zmianę układu tekstu spowodowaną zmianami formatowania.

## Podgląd
Miękki enter należy do kategorii znaków białych i nie jest widoczny w dokumencie w sposób inny niż przeniesienie następujących po nim znaków do nowej linii. W opcjach wielu edytorów istnieje jednak możliwość włączenia podglądu wszystkich znaków, w tym znaków białych, oznaczonych pewnymi, wybranymi przez twórców programu, znakami zastępczymi.
W edytorze Word miękki enter jest oznaczany przy podglądzie w trybie „Pokaż wszystko” (oznaczonym symbolem ¶) znakiem strzałki (biegnącej od góry, złamanej w połowie pod kątem prostym i skręcającej w lewo – podobnej do występującego na wielu klawiaturach symbolu na klawiszu ↵ Enter). W unikodzie znakowi temu przypisano kod 11.